# Ptychostomum demissum
Ptychostomum demissum là một loài Rêu trong họ Bryaceae. Loài này được (Hook.) D. T. Holyoak & N. Pedersen mô tả khoa học đầu tiên năm 2007.